# Jordi Curado i Torreblanca
Jordi Curado i Torreblanca (Lucena, 23 d'abril de 1682 - 5 de juliol de 1749) va ser un eclesiàstic cordovès. Va anar al Colegio Mayor de Cuenca a Salamanca i fou Inquisidor de Llerena i Granada; i Bisbe d'Urgell i copríncep d'Andorra del 5 de maig de 1738 fins al 12 de maig de 1747.